# Đại học Extremadura

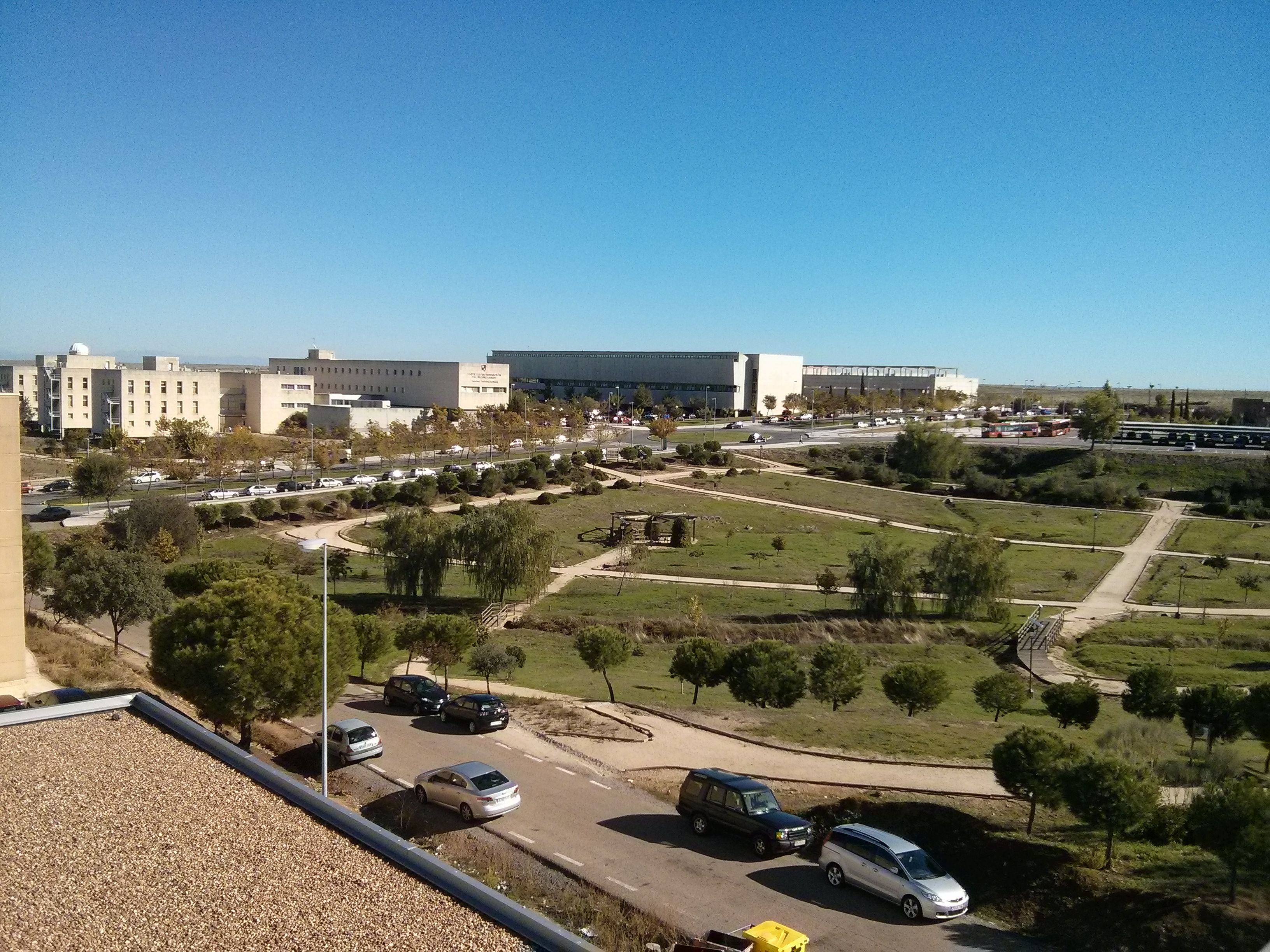
Campus de Caceres

Đại học Extremadura (in Tiếng Tây Ban Nha:  Universidad de Extremadura) là một đại học công lập ở Tây Ban Nha thuộc vùng Extremadura (Badajoz và Cáceres).